# Léo Valentin
Léon Alfred Nicolas Valentin (22 de marzo de 1919, Épinal (Vosgos), Francia - 21 de mayo de 1956, Liverpool, Inglaterra) fue un paracaidista francés, pionero del vuelo humano mediante alas rígidas tipo pájaro. Léo Valentin es ampliamente considerado uno de los más famosos "hombre pájaro", y un precursor del ala delta y del traje de alas. Fue descrito por los medios de comunicación de la época como "Valentin, el hombre más atrevido del mundo".

## Biografía

### Participación temprana en paracaidismo
Léo Valentin nació en 1919 en Épinal (Vosgos), Francia. Siempre tuvo gran interés en los aviones, y leyó ávidamente sobre aeronaves y planeadores. Su sueño definitivo era ser capaz de volar como los pájaros. Al estallar la Segunda Guerra Mundial planeó convertirse en piloto de combate, pero optó por entrenar como paracaidista. Con 19 años, se unió a un grupo de paracaidistas franceses en Baraki, Argelia.
Al comenzar la guerra y con la caída de Francia, se convirtió en instructor con el rango de sargento en una escuela de paracaidistas en Fez, Marruecos francés. Luego navegó a Inglaterra en 1943 para volver a capacitarse, y fue lanzado en paracaídas sobre Bretaña como saboteador en junio de ese año; fue herido en un brazo en un tiroteo en el Loira.
Después de la guerra Valentin  sirvió de nuevo como ayudante instructor en la primera escuela de paracaidismo de la Francia continental en Lannion, Bretaña y después como instructor en la escuela de tropas aerotransportadas en Pau, mientras dirigía su atención hacia la ambición de su vida. Así, mientras estaba todavía en el Ejército francés desarrolló la técnica de salto conocida como la "posición Valentin", permitiéndole un mejor control de movimientos en el aire. El principal cambio es que el paracaidista tiende a controlar su descenso en lugar de sufrirlo pasivamente. En febrero de 1948 estableció un récord de salto en caída libre sin respirador, con un lanzamiento desde 7 260 m.  Posteriormente batió otro récord de salto en caída libre nocturno, lanzándose desde 5 200 m. Fue recibido por el presidente Auriol en el Palacio del Elíseo, al mismo tiempo que los atletas franceses de los Juegos Olímpicos de 1948, siendo obsequiado con un jarrón de Sèvres. Fue instructor de su primo, Jacques Doyen, que también se convirtió en instructor y apasionado de la caída libre.
Poco después dejó el ejército tras diez años de servicio para continuar sus experimentos como civil y presentarse en exhibiciones públicas de sus avances.

### Birdman:  Del concepto a la práctica

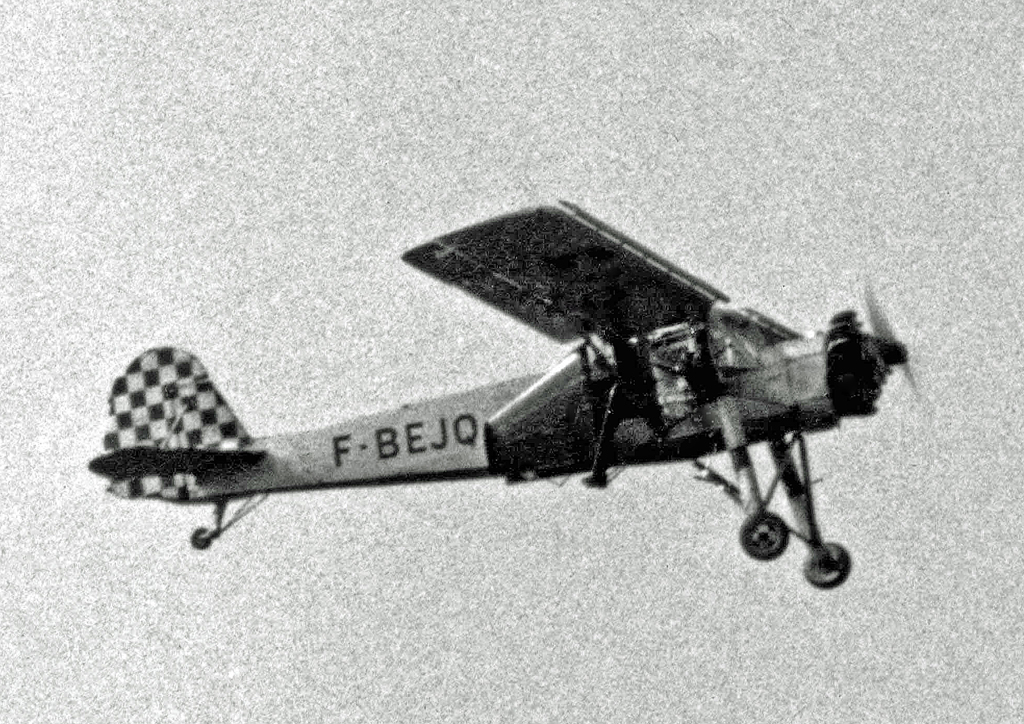
Leo Valentin despega atado al exterior de un Morane-Saulnier MS.502 Criquet en mayo de 1955. Mira hacia atrás y sus alas de madera están colocadas al costado de la aeronave.

En el aeródromo de Villacoublay, cerca de París, Valentin intentó su primer "salto de ala" utilizando alas hechas de tela, pero no logró ninguna velocidad de avance. Ya había desarrollado muchos sistemas de membranas de lona adheridas a brazos y piernas, que le habían permitido planear ampliamente antes de abrir el paracaídas. Su objetivo era transformar a los paracaidistas, hasta entonces simples cargas pasivas suspendidas sin capacidad de control, en auténticos hombres-pájaro capaces de modificar su trayectoria con precisión y aterrizar en un punto preciso. Entonces probó con alas rígidas para impedir que las alas colapsaran. El 13 de mayo de 1954, con la ayuda de un conjunto de alas de madera rígidas, logró finalmente cierta estabilidad con la espiral inicial. Valentin más tarde reclamó que logró volar cinco km utilizando sus alas de madera. En 1955 realizó el primer salto en pareja del mundo con Monique Laroche.

### Muerte
El 21 de mayo de 1956 Valentin ofrecía un espectáculo aéreo el Lunes de Pentecostés en Liverpool ante 100,000 espectadores (incluyendo los futuros Beatles Paul McCartney y George Harrison, así como el autor Clive Barker, que aunque contaba solo tres años  más tarde hará referencia a Valentin en su obra), utilizando unas alas similares a las de madera que le habían dado el éxito pero más largas y aerodinámicas. Sin embargo, el truco fue mal de inmediato. Al salir del avión, una de las alas de Valentin hizo contacto con el lateral de la aeronave y una pieza se desprendió. Intentó aterrizar de forma segura utilizando el paracaídas, pero este también falló y no se abrió, falleciendo instantáneamente al estrellarse contra el suelo.
El cuerpo de Leo Valentin llegó por avión a la base aérea de Luxeuil-St-Sauveur (BA 116), donde se le rindieron honores militares. Colocado en un coche de mando de la Fuerza Aérea francesa cubierto de flores, el cuerpo llegó a la iglesia de Saint-Sauveur, Haute-Saône el  3 de junio de 1956, donde se celebró el funeral y en cuyo cementerio fue enterrado.